# Emidio
Emidio  è un nome proprio di persona italiano maschile.

## Varianti
- Maschili: Emiddio[2]
- Femminili: Emidia[1][2], Emiddia[2], Emide[3]

### Varianti in altre lingue
- Catalano: Emigdi[5], Emigdius[5]
- Latino: Emygdius[4], Aemygdius[6], Hemigdius[1]
  - Femminili: Hemigdia[1]
- Polacco: Emidiusz
- Russo: Эмигдий (Ėmigdij)
- Spagnolo: Emigdio[4][5]

## Origine e diffusione

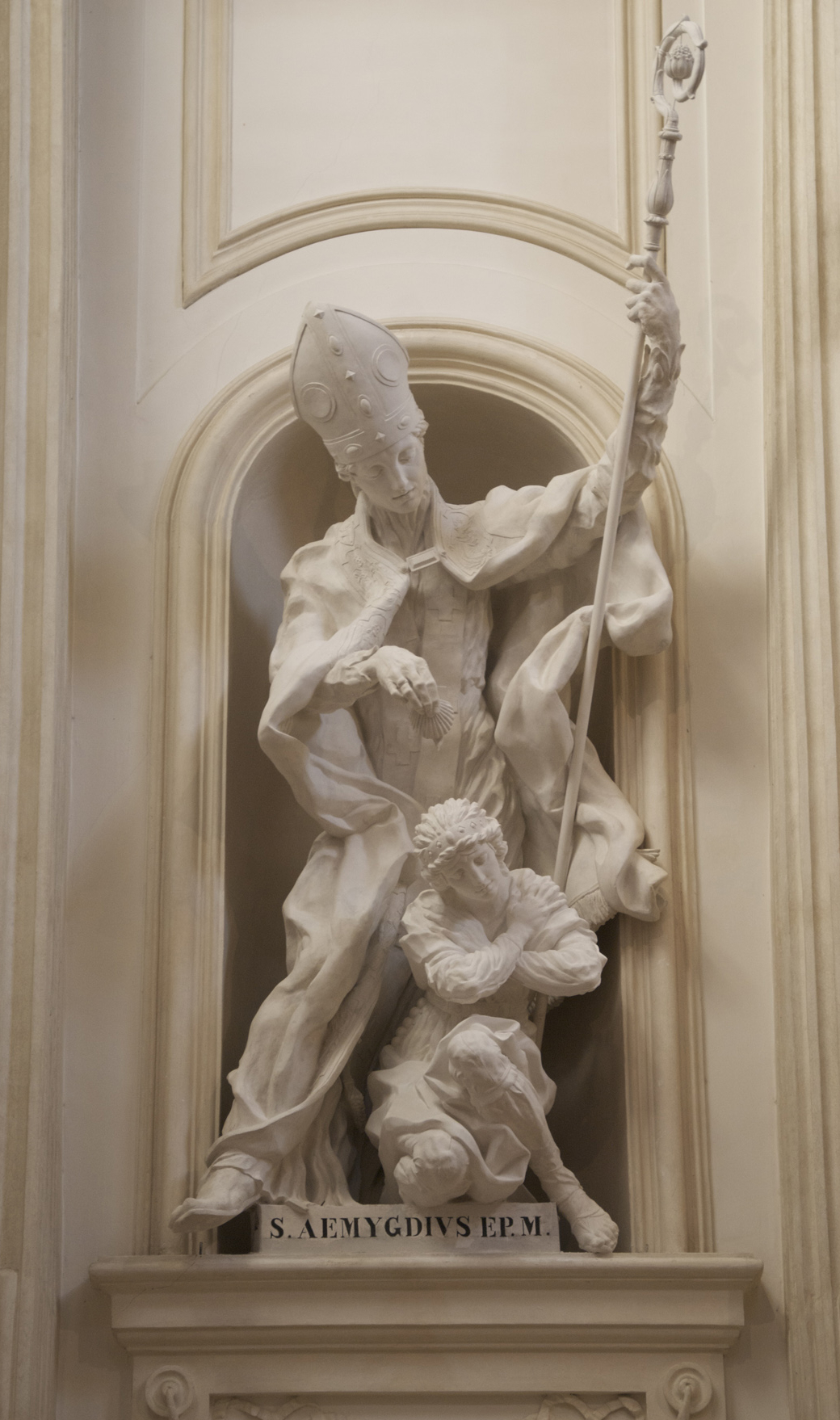
Statua raffigurante sant'Emidio, realizzata da Cody Swanson, conservata nel Duomo di Foligno

Nome dall'origine assai dubbia, attestato in tardo latino nelle forme Emygdius o Aemygdius; secondo alcune fonti, potrebbe essere un adattamento latino di qualche ignoto nome gallico, mentre altre ipotesi lo riconducono al greco ἀμυγδάλη (amygdale, "mandorla"); alcune fonti, infine, gli danno il significato di "semidio" o di "semi Giove".
Il nome è particolarmente diffuso nella provincia di Teramo e soprattutto in quella di Ascoli Piceno, di cui è patrono sant'Emidio, ma la sua fortuna sembra in declino.

## Onomastico
L'onomastico viene festeggiato il 5 agosto in memoria di sant'Emidio, primo vescovo di Ascoli e patrono della città, martire sotto Diocleziano.

## Persone
- Emidio d'Ascoli, vescovo e santo franco
- Emidio Agostinoni, politico, giornalista, fotografo e pedagogo italiano
- Emidio Cappelli, letterato, poeta e politico italiano
- Emidio Casula, politico italiano
- Emidio Cavigioli, calciatore italiano
- Emidio Cipollone, arcivescovo cattolico italiano
- Emidio Clementi, musicista e scrittore italiano
- Emidio De Felice, linguista, lessicografo e docente italiano
- Emidio Greco, regista e sceneggiatore italiano
- Emidio Massi, politico e sindacalista italiano
- Emidio Morganti, arbitro di calcio e dirigente arbitrale italiano
- Emidio Mucci, librettista italiano
- Emidio Oddi, calciatore italiano
- Emidio Remigi detto Memo, cantante, compositore, paroliere, conduttore radiofonico e conduttore televisivo italiano
- Emidio Salomone, criminale italiano
- Emidio Taliani, cardinale e arcivescovo cattolico italiano
- Emidio Vittori, bibliotecario e poeta italiano

### Variante Emigdio
- Emigdio Preciado Jr., criminale statunitense